# The Flag of Our Union

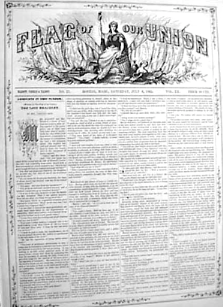
Flag of Our Union, 1865

The Flag of Our Union (est. 1846) a fost un săptămânal literar de familie publicat în Boston, Massachusetts, la mijlocul secolului al  XIX-lea. În afară de știri, el a publicat opere de ficțiune și poezie, inclusiv contribuțiile unor scriitori notabili precum Louisa May Alcott și Edgar Allan Poe. Editorul Frederick Gleason a început să publice The Flag în 1846 ca un „jurnal de familie cu articole diverse, care conține știri, umor și romantism -- independent de un partid sau de o sectă”. În ziar au apărut povești originale, poezii și ilustrații, precum și știri succinte despre evenimente curente locale, naționale și internaționale. Maturin Murray Ballou a lucrat ca redactor. În 1849, biroul lui Gleason era situat „pe colțul format de străzile Court și Tremont” din Boston.
The Flag a devenit destul de popular. Potrivit unor relatări, el a avut în preajma anului 1851 „cel mai mare tiraj dintre toate publicațiile din Statele Unite ale Americii”. În jurul anului 1852, tirajul său a ajuns la 75.000 de exemplare, pentru ca în scurt timp să crească la 100.000 de exemplare. Revista a publicat în primii săi ani lucrări literare scrise de Ballou, Henry Ames Blood, Sylvanus Cobb, Jr., Joseph Holt Ingraham și Edgar Allan Poe. Lucrările literare au apărut frecvent sub pseudonim. Ilustrațiile publicate au fost originale: „cititorului îi va face plăcere să-și amintească că toate ilustrațiile care apar în Flag sunt concepute și gravate inițial pentru această publicație, nici o refacere la mâna a doua nu va fi găsită vreodată în coloanele sale”.
Redactorul Ballou a devenit mai târziu editorul publicației după ce a cumpărat-o de la Gleason în 1854. De-a lungul anilor, editorii săi au fost Gleason (1846-1854), Ballou (1854-1863), James R. Elliott (1863-1870), William Henry Thomes (1863-1871) și Newton Talbot (1863-1871) - aceștia din urmă ca reprezentanți ai firmelor Elliott, Thomes & Talbot și Thomes & Talbot. Printre colaboratorii din ultimii săi ani s-au numărat în particular autori cunoscuți. Sarah Orne Jewett și-a publicat prima sa povestire, „Jenny Garrow's Lovers”, în 1868. Louisa May Alcott a publicat scrieri sub un pseudonim; de asemenea, ea a scris un manuscris pentru The Flag intitulat „A Long Fatal Love Chase”, dar care a fost publicat abia în 1995. Alcott descrie un Flag fictiv (de exemplu, The Blarneystone Banner și The Weekly Volcano) în Cele patru fiice ale doctorului March (1868).